# Batocera claudia
Batocera claudia là một loài bọ cánh cứng trong họ Cerambycidae.